# Isabel Paterson
Pour les articles homonymes, voir Paterson.
Isabel Paterson (22 janvier 1886 - 10 janvier 1961) est une femme de lettres et philosophe canado-américaine. Ses écrits sont fondamentaux dans la pensée libertarienne américaine.

## Présentation
Elle est considérée par l'historien Jim Powell comme l'une des trois "mères" du libertarisme américain aux côtés de Rose Wilder Lane et d'Ayn Rand. Paru en 1943, son essai The God of the Machine (en) tient une place fondamentale dans la pensée libertarienne. Ayn Rand a salué en ce livre l'équivalent pour les défenseurs du capitalisme de ce que représentent Le Capital pour les communistes et la Bible pour les chrétiens.
Elle a dénoncé fermement toutes les entraves politiques à la liberté individuelle, et a en particulier combattu le New Deal de Roosevelt.

## Sur Isabel Paterson
Stephen Cox, The Woman and the Dynamo: Isabel Paterson and the Idea of America, Transaction Publishers, 2004.